# Hannah Weinstein
Hannah Weinstein (nata Dorner; New York, 23 giugno 1911 – New York, 9 marzo 1984) è stata una giornalista, produttrice televisiva e cinematografica statunitense.

## Biografia

### Carriera

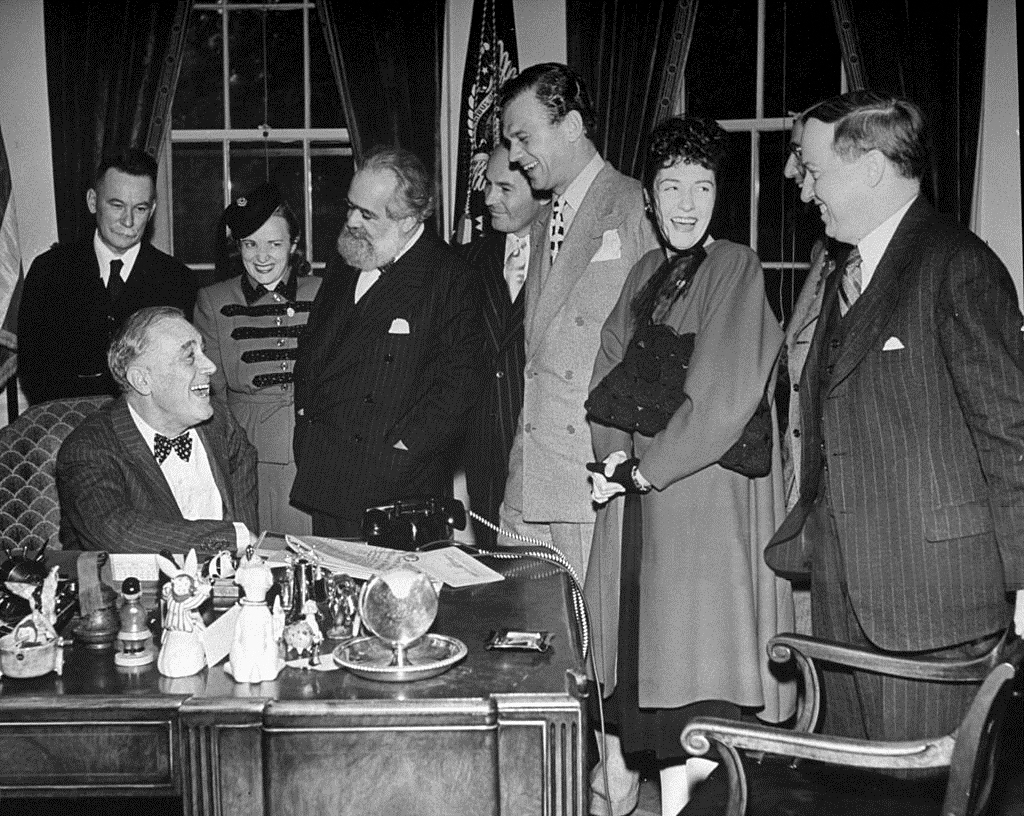
Hannah Weinstein alla Casa Bianca nel 1944

Hannah Weinstein nasce a New York il 23 giugno 1911. Lavora per tanti anni come docente e, in seguito intraprende la sua carriera come attivista politica di sinistra. Dal 1927 scrive per il giornale New York Herald Tribune. Nel 1937 inizia a scrivere discorsi per attori e comici, come Charlie Chaplin . 
Fra le serie prodotte Robin Hood, The Four Just Men e Colonnello March. Fra i film Claudine (1974), Il circuito della paura (1977) e Nessuno ci può fermare (1980).
È la madre della sceneggiatrice Lisa Weinstein.

### Decesso
Muore a causa di un attacco cardiaco nel suo appartamento il 9 marzo 1984, all'età di 73 anni.